# Calamus longisetus
Calamus longisetus är en enhjärtbladig växtart som beskrevs av William Griffiths. Calamus longisetus ingår i släktet Calamus och familjen Arecaceae. Inga underarter finns listade i Catalogue of Life.